# Les Aveux de l'innocent
Pour plus de détails, voir Fiche technique et Distribution.
Les Aveux de l'innocent est un film français réalisé par Jean-Pierre Améris, sorti en 1996.

## Synopsis
Serge Perrin quitte sa province et sa famille pour Paris. Mais les galères s'accumulent, alors pour briser sa vie morne, il s'accuse d'un meurtre qu'il n'a pas commis.

## Fiche technique
- Titre : Les Aveux de l'innocent
- Réalisation : Jean-Pierre Améris
- Scénario : Jean-Pierre Améris, Caroline Bottaro, Hugues Pagan et Jean-Louis Benoît
- Production : Daniel Charrier, Jacqueline Pierreux, Jan Roekens, Sophie Schoukens et Arlette Zylberberg
- Musique : Pierre Adenot
- Photographie : Yves Vandermeeren
- Montage : Stéphanie Mahet
- Décors : Jean-Pierre Clech
- Costumes : Danièle Collin-Linard
- Pays d'origine :  France
- Format : couleurs
- Genre : comédie dramatique
- Date de sortie : 1996

## Distribution
- Bruno Putzulu : Serge Perrin
- Élisabeth Depardieu : la mère de Serge
- Jean-François Stévenin : Inspecteur Reigent
- Michèle Laroque : la juge
- Julia Maraval : La sœur de Serge
- Frédéric Pierrot : Le psychiatre
- Olivier Parenty : Mathieu
- Frédéric Sauzay: Manu
- Bruno Esposito : le frère de Serge
- Daniel Martin : Le détenu de l'infirmerie
- Jean-Yves Berteloot : Le directeur de l'agence d'intérim
- Annie Grégorio : la commissaire divisionnaire
- Myriam David : Patricia
- Guy Pion : Le chauffeur de taxi
- Caroline Bottaro : la secrétaire intérim
- Anne-Pascale Clairembourg : la serveuse du restaurant

## Distinctions
- Festival international des jeunes réalisateurs de Saint-Jean-de-Luz : Chistera du meilleur réalisateur
- Festival de Cannes 1996 - Semaine de la Critique : grand Rail d'or